# بيمبرتون (كولومبيا البريطانية)
بيمبرتون (بالإنجليزية: Pemberton, British Columbia)‏ هي بلدة تقع في كندا في Squamish-Lillooet Regional District. يقدر عدد سكانها بـ 2,436 نسمة ومساحتها 10.89 كم2 وترتفع عن سطح البحر 210 متر.